# Anschlagszeit
Unter der Anschlagszeit (englisch onset time) eines Medikamentes versteht man die Zeit von der Gabe des Medikamentes bis zur (maximalen) Wirkung.
Der Begriff der Anschlagszeit fasst die drei ersten pharmakokinetischen Stufen der Freisetzung, Aufnahme und Verteilung einer Substanz oder eines Medikamentes unter dem klinischen Aspekt der Gabe (meist Injektion) bis zur manifesten Wirkung zusammen. Damit können unterschiedliche Substanzen besser miteinander verglichen werden. Meistens ist dabei von Substanzen die Rede, die injiziert werden, so dass die Stufen der Freisetzung und Aufnahme nicht relevant sind.
Die Anschlagszeit ist damit von der Verteilung in den Körpergeweben abhängig, die vom Grad der Fett- bzw. Wasserlöslichkeit der Substanz, aber auch der Ladung oder der Fähigkeit zum Passieren der Blut-Hirn-Schranke bestimmt wird. Sie ist aber z. B. bei Muskelrelaxantien auch von der verabreichten Menge abhängig. So beruht die gewünschte Verkürzung der Anschlagszeit von Rocuronium auf der geringeren Wirkung des einzelnen Moleküls mit der Notwendigkeit der Gabe einer größeren Anzahl von Molekülen im Vergleich zu anderen Muskelrelaxantien.
Daneben wird auch bei Lokalanästhetika häufig der Begriff der Anschlagszeit verwendet.